# بارا چار خاجورتالا
بارا چار خاجورتالا (به لاتین: Bara Char Khajurtala) یک روستا در بنگلادش است که در استان باریسال و در ناحیه باریسال واقع شده است.